# Révész Géza utcai Stadion
Révész Géza utcai Stadion – stadion piłkarski znajdujący się w Siófoku na Węgrzech. Mecze rozgrywa na nim drużyna BFC Siófok. Stadion został wybudowany w 1961 roku. W 1988 roku na stadionie zainaugurowano sztuczne oświetlenie. Obiekt ma 6500 miejsc, z czego dwa tysiące to miejsca siedzące.
W latach 1995–1997 na stadionie rozegrano trzy mecze reprezentacji Węgier.